# Hwang Dae-heon
Hwang Dae-heon (kor. 황대헌; ur. 5 lipca 1999 w Anyang) – południowokoreański łyżwiarz szybki specjalizujący się w short tracku, złoty i dwukrotny srebrny medalista igrzysk olimpijskich, złoty medalista igrzysk olimpijskich młodzieży, multimedalista mistrzostw świata, triumfator klasyfikacji Pucharu Świata 2017/2018 na 1500 m.
W 2016 roku wystąpił na igrzyskach olimpijskich młodzieży w Lillehammer. Zdobył złoty medal w biegu na 1000 m, zajął piąte miejsce w sztafecie mieszanej i ósme w biegu na 500 m.
W sezonie 2017/2018 zwyciężył w klasyfikacji Pucharu Świata w biegach na 1500 m. W pojedynczych zawodach na tym dystansie zajął dwukrotnie pierwsze i dwukrotnie drugie miejsce.
W 2018 roku wziął udział w igrzyskach olimpijskich w Pjongczangu. Zaprezentował się w czterech konkurencjach – zdobył srebrny medal olimpijski w biegu na 500 m, zajął czwarte miejsce w biegu sztafetowym na 5000 m (razem z nim południowokoreańską sztafetę stanowili Seo Yi-ra, Kim Do-kyoum, Kwak Yoon-gy i Lim Hyo-jun), czternaste w biegu na 1500 m i siedemnaste w biegu na 1000 m.
Był uczestnikiem zimowych igrzysk olimpijskich w Pekinie. W ich ramach wystąpił we wszystkich pięciu konkurencjach – w konkurencji 500 m został wykluczony w fazie półfinałowej i zajął ostatecznie 10. pozycję, w konkurencji 1000 m także został wykluczony w półfinale (zajął 8. pozycję w klasyfikacji końcowej), w konkurencji 1500 m uzyskał w finale czas 2:09,219 i zdobył złoty medal, w konkurencji biegu sztafetowego zespół z jego udziałem uzyskał rezultat czasowy 6:37,879 i zdobył srebrny medal (w składzie Lee June-seo, Hwang Dae-heon, Kwak Yoon-gy, Park Jang-hyuk, Kim Dong-wook), w konkurencji sztafety mieszanej zaś południowokoreański zespół odpadł w ćwierćfinale, zajmując w swej grupie 3. pozycję z rezultatem czasowym 2:48,308.
W latach 2018–2019 zdobył siedem medali mistrzostw świata (cztery złote, dwa srebrne i jeden brązowy). W styczniu 2020 roku zdominował rywalizację podczas mistrzostw czterech kontynentów, zdobywając pięć złotych medali (jedyną konkurencją, w której nie zwyciężył, był superfinał na 3000 m, w którym zajął ósme miejsce). W 2016 roku został również wicemistrzem świata juniorów w sztafecie.